# Стопинский край
Сто́пинский край (латыш. Stopiņu novads) — бывшая административно-территориальная единица в центральной части Латвии. Административный центр — село Улброка. Граничил с Гаркалнским, Ропажским, Саласпилсским краями и городом Ригой. В 2021 году присоединен к Ропажскому краю.
Население на 1 января 2010 года составляло 9908 человек. Площадь края — 53,5 км².
Край был образован в 2004 году из Стопинской волости Рижского района. После упразднения районов в 2009 году стал отдельным самоуправлением.

## Национальный состав
Национальный состав населения края по итогам переписи населения Латвии 2011 года:
| Национальность | Численность, чел. (2011) | %        |
| -------------- | ------------------------ | -------- |
| Латыши         | 5780                     | 57,25 %  |
| Русские        | 3106                     | 30,76 %  |
| Белорусы       | 417                      | 4,13 %   |
| Украинцы       | 249                      | 2,47 %   |
| Поляки         | 200                      | 1,98 %   |
| Литовцы        | 85                       | 0,84 %   |
| Другие         | 259                      | 2,57 %   |
| всего          | 10 096                   | 100,00 % |